# 越南宿萼木
越南宿萼木（学名：Strophioblachia glandulosa）为大戟科宿萼木属下的一个种。

## 扩展阅读
- 維基物種上的相關：越南宿萼木